# رودي ماكنزي
رودي ماكنزي (بالإنجليزية: Roddy McKenzie)‏ هو لاعب كرة قدم بريطاني في مركز حراسة المرمى، ولد في 31 يوليو 1945 في Kilkeel ‏ في المملكة المتحدة. شارك مع منتخب أيرلندا الشمالية لكرة القدم. أما مع النوادي، فقد لعب مع كوينزلاند ليونز ونادي أردريونيانز ونادي هيبرنيان.